# Havlíčkův Brod (distrikt)
Havlíčkův Brod (tjeckiska: okres Havlíčkův Brod) är ett distrikt i Tjeckien. Det ligger i regionen Vysočina, i den centrala delen av landet, 100 km sydost om huvudstaden Prag. Antalet invånare är 94 891. Arean är 1 265 kvadratkilometer. Distriktet Havlíčkův Brod gränsar till Benešov.
Terrängen i distriktet Havlíčkův Brod är kuperad åt nordväst, men åt sydost är den platt.
Distriktet Havlíčkův Brod delas in i:
- Boňkov
- Okrouhlička
- Číhošť
- Úsobí
- Věž
- Přibyslav
- Krásná Hora
- Věžnice
- Uhelná Příbram
- Lípa
- Okrouhlice
- Herálec
- Kochánov
- Úhořilka
- Dolní Krupá
- Ždírec
- Hurtova Lhota
- Květinov
- Slavníč
- Nová Ves u Světle
- Ostrov
- Štoky
- Ždírec nad Doubravou
- Žižkovo Pole
- Olešná
- Chotěboř
- Střelcová
- Chřenovice
- Čečkovice
- Klokočov
- Dolní Město
- Vysoká
- Břevnice
- Horní Krupá
- Bačkov
- Havlíčkova Borová
- Pohleď
- Kamenná Lhota
- Horní Paseka
- Příseka
- Havlíčkův Brod
- Jilem
- Pohled
- Světlá nad Sázavou
- Golčův Jeníkov
- Lipnice nad Sázavou
- Ledeč nad Sázavou
- Habry
- Kožlí
- Křížová
- Skryje
- Malčín
- Oudoleň
- Slavětín
- Michalovice
- Vilémovice
- Kynice
- Tis
- Pavlov
- Sobíňov
- Knyk
- Kojetín
- Skuhrov
- Nová Ves u Leštiny
- Rušinov
- Dlouhá Ves
- Borek
- Kozlov
- Skorkov
- Kouty
- Lány
- Sázavka
- Dolní Sokolovec
- Libice nad Doubravou
- Veselý Žďár
- Šlapanov
- Modlíkov
- Nejepín
- Sedletín
- Česká Bělá
- Víska
- Radostín
- Jedlá
- Podmoky
- Maleč
- Bělá
- Jitkov
- Leština u Světlé
- Sloupno
- Lučice
- Bojiště
- Prosíčka
- Slavíkov
- Vlkanov
- Čachotín
- Hněvkovice
- Bezděkov
- Hradec
- Kyjov
- Služátky
- Nová Ves u Chotěboře
- Rybníček
- Heřmanice
- Ovesná Lhota
- Kámen
- Druhanov
- Zvěstovice
- Jeřišno
- Krátká Ves
- Trpišovice
- Rozsochatec
- Kraborovice
- Kunemil
- Olešenka
- Leškovice
- Podmoklany
- Vepříkov
- Chrtníč
- Bartoušov
- Vilémov

Följande samhällen finns i distriktet Havlíčkův Brod:
- Havlíčkův Brod
- Světlá nad Sázavou